# Zarządzanie kosztami
Zarządzanie kosztami (ang. Cost Management) – jeden z obszarów wiedzy według standardu PMBOK. Proces ten polega na planowaniu, szacowaniu, pozyskiwaniu i kontrolowaniu kosztów w projekcie. Wywieranie wpływu na koszt projektu odbywa się głównie w początkowych fazach jego realizacji.

## Procesy zarządzania kosztami według PMBOK
Planowanie zarządzania kosztami (ang. Plan Cost Management) – proces polegający na identyfikacji sposobu planowania, zarządzania i kontrolowania kosztów. W tym procesie jest również określony sposób finansowania projektu. Efektem zrealizowanego procesu jest Plan zarządzania kosztami.
Szacowanie kosztów (ang. Estimate Cost) – proces polegający na przyporządkowaniu szacunkowego kosztu do każdego zadania w projekcie. Uwzględnione powinny zostać takie zadania jak koszty uzyskania odpowiedniej jakości, koszty związane z ryzykiem, koszty wszystkich zadań uwzględnionych w projekcie oraz koszt czasu kierownika projektu, koszty pośrednie oraz bezpośrednie, ogólne koszty organizacji oraz przewidywane zyski. Do poprawnego oszacowania kosztów na danym projekcie należy wykorzystać plan zarządzania kosztami, zakres oraz harmonogram projektu, rejestr ryzyk, plan zarządzania zasobami ludzkimi, dane historyczne oraz informacje o kulturze danej organizacji.
Określenie budżetu (ang. Determine Budget) – proces polegający na obliczeniu całkowitego kosztu projektu w organizacji, czyli budżetu. Budżet jest przygotowywany przez kierownika projektu. Przestrzeganie budżetu jest jednym z czynników określających sukces projektu.
Kontrolowanie kosztów (ang. Control Cost) – proces polegający na kontrolowaniu kosztów projektu. Kontrola jest realizowana poprzez raportowanie postępu projektu, analizę rezerw finansowych oraz obliczanie wartości wypracowanej (ang. Earned Value Measurement).
W projektach o małym zakresie, procesy szacowania kosztów oraz określania budżetu mogą zostać połączone w jeden proces.

## Plan zarządzania kosztami
Plan zarządzania kosztami (ang. Cost Management Plan) – nazywany jest również „planem zarządzania budżetem” lub „planem budżetu”. Załączany jest do Planu zarządzania projektem.
Plan zarządzania kosztami powinien zawierać:
- informacje dotyczące waluty oraz poziomu dokładności potrzebnego do estymacji kosztów
- formatu raportowania
- zasad mierzenia wydajności kosztowej
- podział na koszty pośrednie i bezpośrednie
- progi kontrolne
- procedury zmian kosztów
- informacje dotyczące realizacji procesów szacowania kosztów, określania budżetu oraz kontrolowania kosztów
- decyzje dotyczące finansowania
- sposoby dokumentowania kosztów
- wytyczne dotyczące potencjalnych zmian kosztów zasobów oraz kursów wymiany walut

## Typy kosztów[2]
- zmienne – koszty zmieniające się w zależności od ilości wykonywanej pracy
- stałe – koszty nie zmieniające swoich wartości
- bezpośrednie – koszty bezpośrednio związane z projektem np. koszty pracy zespołu, podróży, nagród
- pośrednie – koszty pośrednio związane z projektem, mogą być współdzielone między wieloma projektami, np. podatki, koszty ochrony

## Najważniejsze pojęcia i interpretacje matematyczne[3][4]
Standard PMBOK definiuje następujące pojęcia związane z zarządzaniem kosztami oraz obliczaniem wartości wypracowanej:
PV – wartość zaplanowana – ang. Planned Value – określa wartość pracy zaplanowanej do realizacji
EV – wartość wypracowana – ang. Earned Value – określa szacowaną wartość zrealizowanej pracy
AC – koszt rzeczywisty – ang. Actual Cost – określa aktualny koszt poniesionej pracy
Przestawione pojęcia wykorzystywane są do obliczania parametrów projektu:
| Parametr                              | Wzór      | Interpretacja |
| ------------------------------------- | --------- | --- |
| CV – ang. Cost Variance               | CV=EV-AC  | parametr określa stan budżetu; wartość mniejsza od zera oznacza przekroczenie budżetu                                         |
| SV – ang. Schedule Variance           | SV=EV-PV  | parametr określa stan harmonogramu na podstawie kosztów; wartość mniejsza od zera oznacza opóźnienie w harmonogramie projektu |
| CPI – ang. Cost Performance Index     | CPI=EV/AC | parametr określający wydajność kosztową projektu, wartość poniżej 1 oznacza przekroczenie planowanego budżetu                 |
| SPI – ang. Schedule Performance Index | SPI=EV/PV | parametr określający wydajność czasową projektu na podstawie kosztów, wartość poniżej 1 oznacza opóźnienie projektu           |